# 科羅巴-科皮亞戈縣
5°23′S 142°30′E / 5.383°S 142.500°E
科羅巴-科皮亞戈縣（英語：Koroba-Kopiago District），是巴布亞新畿內亞的縣份之一，位於新畿內亞島東部，由赫拉省負責管轄，首府設於科羅巴，面積5,272平方公里，2011年人口136,876，人口密度每平方公里26人。